# АНТ-10
АНТ-10 (Р-7) — разведчик-бомбардировщик, разработанный в ОКБ Туполева в конце 1920-х годов.

## История создания
Проектирование началось в июле 1928 года. Базовой моделью для разработки самолёта стал АНТ-3, на который планировалось установить более мощные двигатели BMW VI. В конструкцию закладывался ряд изменений, которые должны были обеспечить улучшение характеристик: более высокая посадка пилота, улучшавшая обзор, внутренняя подвеска бомб, топливные баки в крыле. Легкоразборная конструкция позволяла даже в полевых условиях быстро заменить повреждённую часть. Изучалась возможность переоборудования самолёта в почтовый и поплавковый вариант, а также для сверхдальних перелётов.
Технологически самолёт был спроектирован предельно простым. Агрегаты планера были разборными, а элементы конструкции образовывались прямыми линиями, что обеспечивало быстрый ремонт путём замены повреждённой части самолёта.
В 1929 году началось строительство самолёта, а в следующем году оно было завершено. Испытания опытного образца Р-7 с мотором BMW VI были начаты в январе 1930 года. Заводские и государственные испытания проводили лётчики М. М. Громов, А. Б. Юмашев, В. О. Писаренко. Полёты показали, что Р-7 сложен в управлении и потому государственные испытания он не прошёл. Законченные к осени 1930 года доработки позволили улучшить управление самолётом, но время было потеряно: серийные заводы уже начали выпуск самолётов Р-5.